# Die Leute von Korsbaek
Die Leute von Korsbaek (Originaltitel: Matador) ist eine dänische Fernsehserie aus 24 Abschnitten, die von 1978 bis 1982 von Danmarks Radio produziert wurde.
Die Serie wurde von Erik Balling, nach einer Idee von Lise Nørgaard, inszeniert. In Zusammenarbeit mit Paul Hammerich, Karen Smith und Jens Louis Petersen verfasste Balling das Drehbuch. Der Illustrator Arne Ungermann entwarf die Zeichnungen, die jede der 24 Episoden ein- und ausleiten. Die Filmmusik wurden von Bent Fabricius-Bjerre komponiert.
Die Serie zeigt das Leben in der fiktiven dänischen Kleinstadt Korsbæk zwischen 1929 und 1947. Mads Andersen-Skjern, die Hauptperson, kommt im Jahr 1929 als Handelsvertreter in den Ort und eröffnet eine Modeboutique. Dadurch wird er zum Gegner der angestammten konservativen Elite am Ort. Im Laufe der folgenden beiden Jahrzehnte steigt er zum Großunternehmer auf.
Die Serie porträtiert Dänemark unter Besatzung und während der Weltwirtschaftskrise der 1930er Jahre. Der Zuschauer folgt dem Leben der Familie und erlangt darüber hinaus eine relativ genaue Beschreibung der Zeit. Die Inspiration durch die englische Serie Das Haus am Eaton Place ist deutlich, trotzdem ist Matador sehr dänisch in ihrem Ausdruck. Die Serie wurde ein Erfolg aufgrund der guten schauspielerischen Leistung einer Reihe von Dänemarks besten Schauspielern. Viele der Mitwirkenden werden viele Jahre später noch immer mit ihrer Rolle in Matador identifiziert.
In Deutschland wurde die Serie von 1981 bis 1984 im Vorabendprogramm der ARD sowie von 1986 bis 1987 im Südwest 3 und Hessen 3 unter dem Titel Die Leute von Korsbæk in 26 Folgen gezeigt.

## Besetzung
| - Ole Andreasen, Erzähler - Jens Arentzen, Ulrik Varnæs (Erwachsen) - Nis Bank-Mikkelsen, Oscar Andersen, Neffe von Frederik Andersen - Birthe Backhausen, Skjold Hansen - Karen Berg, Frau Fernando Møhge - Bjørn Watt-Boolsen, Oberst Hachel - Lily Broberg, Kathrine Larsen - Birgitte Bruun, Ester - Søren Bruun, Ulrik Varnæs (Kind) - Lene Brøndum, Agnete, Arnold Vinters Geliebte - Jørgen Buckhøj, Mads Skjern - Niels Martin Carlsen, Daniel Skjern (Erwachsen) - Benedikte Dahl, Ellen Skjern (Erwachsen) - Jacob Dalgård, Daniel Skjern, (Kind) - Birgitte Federspiel, Baronesse Arendse von Rydtger - Sigurd Fitzek, Sigmund Holtz, Emils Freund - Vera Gebuhr, Inger Jørgensen - Morten Grunwald, Ernst Nyborg, Kunstmaler - Esper Hagen, Arnold Vinter - John Hahn-Petersen, Hr. Stein - Camilla Hammerich, Regitze Varnæs (Erwachsen) - Benny Hansen, Maler Frede „Fede“ Hansen - Else Marie Hansen, Konsulinde Holm - Holger Juul Hansen, Hans Christian Varnæs - Kirsten Hansen-Møller, Marie Hansen, verheiratet mit „Fede“ - Ulla Henningsen, Iben Skjold Hansen (später verheiratet mit Skjern) - Paul Hüttel, Herbert Schmidt - Arthur Jensen, Hr. Schwann - Anne Jensen, Gudrun - Jesper Langberg, Kristen Skjern - Buster Larsen, Oluf Larsen - Ellen Winther Lembourn, Minna Varnæs | - Lis Løwert, Violet Vinter - Hanne Løye, Fr. Mikkelsen - Preben Mahrt, Albert Arnesen - Bent Mejding, Jørgen Varnæs - Jens Christian Milbart, Erik Skjern - Karen-Lise Mynster, Ulla Jacobsen - Karin Nellemose, Misse Møhge, verh. Andersen - Finn Nielsen, Fahrradhändler - Helle Nielsen, Ellen Skjern (Kind) - Ditte Maria Norup, Helle Varnæs - Tove Maës, Lilly Lund - Ghita Nørby, Ingeborg Larsen, verh. Skjern - Kirsten Olesen, Agnes Jensen, geb. Rud - Sonja Oppenhagen, Victoria 'Vicki' Hachel - Per Pallesen, Severin Boldt - Hardy Rafn, Godtfred Lund - Kurt Ravn, Lauritz „Røde“ Jensen - Poul Reichhardt, Maurermeister Jessen - Elin Reimer, Laura Larsine Sørensen - Christiane Rohde, Fräulein Hollenberg - Kirsten Rolffes, Anna Andersen Skjern - Bendt Rothe, Baron Carl von Rydtger - Malene Schwartz, Maude Varnæs - Helge Kjærulff-Schmidt, Frederik Andersen, Lehrer - Ove Sprogøe, Doktor Louis Hansen - Karl Stegger, Konsul Emanuel Holm - Christian Steffensen, Poul Kristensen - Finn Storgaard, Gustav Friis - Axel Strøbye, Viggo Skjold Hansen - Bodil Udsen, Frau Sofie Jessen, geb. Antonsen - Helle Virkner, Elisabeth Friis, verh. Skjern - Susse Wold, Birgitte 'Gitte' Graa - Lisbeth Frandsen, Frau Svendsen |

## Episoden
Dänische Originaltitel – Angabe des zeitlichen Rahmens der Handlung (Produktionsjahr) 
1. „Den rejsende“ – 1929 (1978)
2. „Genboen“ – 1929 (1978)
3. „Skiftedag“ – 1930 (1978)
4. „Skyggetanten“ – 1931 (1978)
5. „Den enes død“ – 1932 (1978)
6. „Opmarch“ – 1932 (1978)
7. „Fødselsdagen“ – 1933 (1979)
8. „Komme fremmede“ – 1934 (1979)
9. „Hen til kommoden“ – 1935 (1979)
10. „I disse tider“ – 1935 (1979)
11. „I klemme“ – 1936 (1979)
12. „I lyst og nød“ – 1936–1937 (1979)
13. „Et nyt liv“ – 1937–1938 (1980)
14. „Brikkerne“ – 1938–1939 (1980)
15. „At tænke og tro“ – 1939 (1980)
16. „Lauras store dag“ – 1940 (1980)
17. „De voksnes rækker“ – 1941–1942 (1980)
18. „Hr. Stein“ – 1943 (1980)
19. „Handel og vandel“ – 1944 (1981)
20. „Den 11. time“ – 1945 (1981)
21. „Vi vil fred her til lands“ – 1945 (1981)
22. „Det går jo godt“ – 1945–1946 (1981)
23. „Mellem brødre“ – 1946 (1981)
24. „New Look“ – 1947 (1982)

Im deutschen Fernsehen mit Angabe des zeitlichen Handlungsrahmens der einzelnen Folgen
1. Der Fremde – 1929
2. Der Nachbar – 1929
3. Das Geschäft läuft – 1930
4. Die Schattentante – 1931
5. Die neue Wohnung – 1932
6. Skandale – 1932
7. Die neue Bank – 1933
8. Der Geburtstag – 1933
9. Der Maler – 1934
10. Auf Abwegen – 1934
11. Schwierigkeiten – 1935
12. Schlagzeilen – 1935
13. Der Flüchtling – 1936
14. Die Wanderbühne – 1936
15. Die Wogen glätten sich – 1936
16. Ein neuer Anfang – 1937
17. Ein freudiges Ereignis – 1937/38
18. Machtkämpfe – 1938/39
19. Die Konfirmation – 1939
20. Ein großer Tag – 1939/40
21. Schwierige Zeiten – 1940/41
22. Heimlichkeiten – 1941–1943
23. Späte Einsichten – 1943
24. Die Verfolgung – 1943
25. Auf eigenen Wegen – 1944
26. Das Leben geht weiter – 1945

## Handlung

### Haupthandlung: Die Familien Skjern und Varnæs

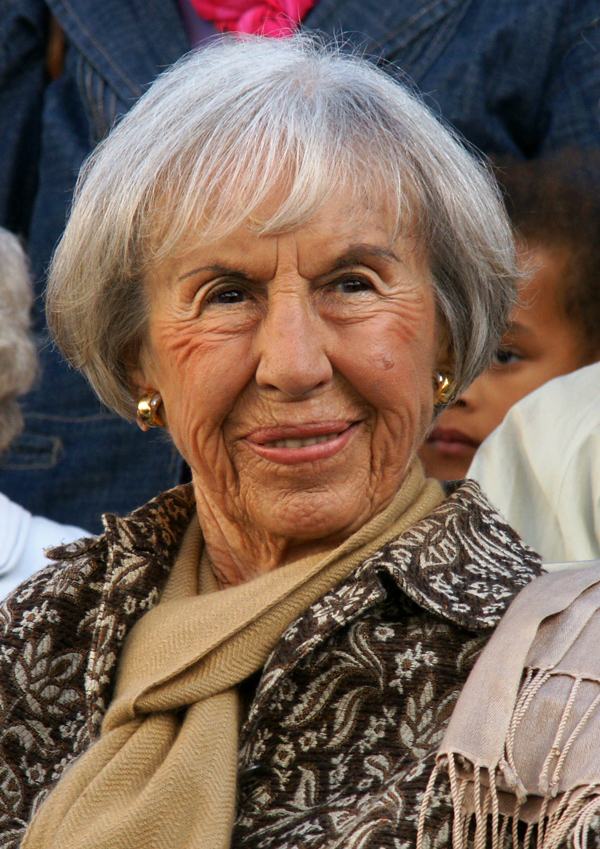
Lise Nørgaard: Drehbuchautorin der Fernsehserie Matador

In der Serie wird die Geschichte des fiktiven Ortes Korsbæk und seiner Bewohner unter wechselnden politischen Konstellationen von der Weltwirtschaftskrise bis nach dem Zweiten Weltkrieg erzählt. Im Mittelpunkt der Serie steht die Karriere des reisenden Kaufmanns Mads Andersen-Skjern, der zu einem gut situierten Geschäftsmann aufsteigt, und die Geschicke der bis dahin im Ort führenden Familie des Bankdirektors Hans Christian Varnæs.
Der Protagonist Mads Andersen-Skjern aus Jütland besucht 1929 mit seinem fünfjährigen Sohn Daniel Korsbæk. Bankdirektor Varnæs verweigert ihm aus Loyalität zu einem anderen Geschäftsinhaber einen für seine geplante Unternehmensgründung sehr wichtigen Kredit. Unerwartete Hilfe bekommt er von dem freundlichen Schweinehändler Oluf Larsen und dessen Frau Katrine. Mads Andersen-Skjern kann daher in Korsbæk sein Damenmodegeschäft eröffnen, in welchem er Larsens Tochter Ingeborg als Verkäuferin einstellt, die 1930 seine Frau wird. Sie bringt ihre Tochter Ellen mit in die Ehe.
Varnæs steht mit seiner überspannten Frau Maude im Zentrum des gesellschaftlichen Lebens von Korsbæk. Bei den häufigen Gesellschaften begegnen einander hohe Beamte, reiche Geschäftsleute und Offiziere. Sie alle unterstützen die Konservative Partei, für die Varnæs jüngerer Bruder Jørgen erfolglos um einen Sitz im Folketing kandidiert. Die einzige Ausnahme ist der kunstsinnige Kleinstadtarzt Dr. Louis Hansen, der durch seine Sympathien für die Radikale Venstre als bunter Vogel in den führenden Kreisen auffällt. Im Laufe der Jahre entfernt sich auch Maudes alleinstehende Schwester Elisabeth Friis immer mehr von den Auffassungen ihrer Umgebung.
Die führenden Personen von Korsbæk meiden anfangs Mads Skjern, schließlich stellt sein Geschäft eine starke Konkurrenz für die alteingesessene Damenbutik dar. Da das Geschäft jedoch gute Ware zu günstigen Preisen anbietet, ist es bei den einfachen Leuten beliebt und erfolgreich. Er wird dadurch zu einem wohlhabenden Mann, während der arrogante eingesessene Konfektionshändler Arnesen bankrott macht. Neben dem Verkauf von Textilien bietet Skjern nun auch günstige Kredite an. Schließlich holt er seinen Bruder Kristen nach Korsbæk, um die Bank zu leiten, die dem von Varnæs geleiteten Geldinstitut Konkurrenz machen soll. Dieser verliebt sich in Elisabeth Friis, die Zwietracht zwischen der alten Elite und den Neuankömmlingen steht jedoch einer Beziehung im Wege. 1937 kann Familie Skjern eine Villa am Stadtrand beziehen. Das bisherige Ladengeschäft lassen sie in ein dreistöckiges Warenhaus umbauen.
Während der deutschen Besatzung Dänemarks im Zweiten Weltkrieg schließen sich Kristen Skjern und Elisabeth Friis der Widerstandsgruppe von Dr. Hansen an, während Varnæs Frau Maude dem jüdischen Buchhalter Herrn Stein zur Flucht nach Schweden verhilft. Mads’ Geschäfte laufen währenddessen weiterhin gut und der Neuanfang nach dem Zweiten Weltkrieg gelingt. Seine Teilnahme an der Feier der Silbernen Hochzeit des Ehepaares Varnæs symbolisiert seine Akzeptanz durch die alte Elite der Stadt. Kristen Skjern und Elisabeth Friis heiraten, verlassen aber Korsbæk in Richtung Kopenhagen.

### Nebenhandlungen

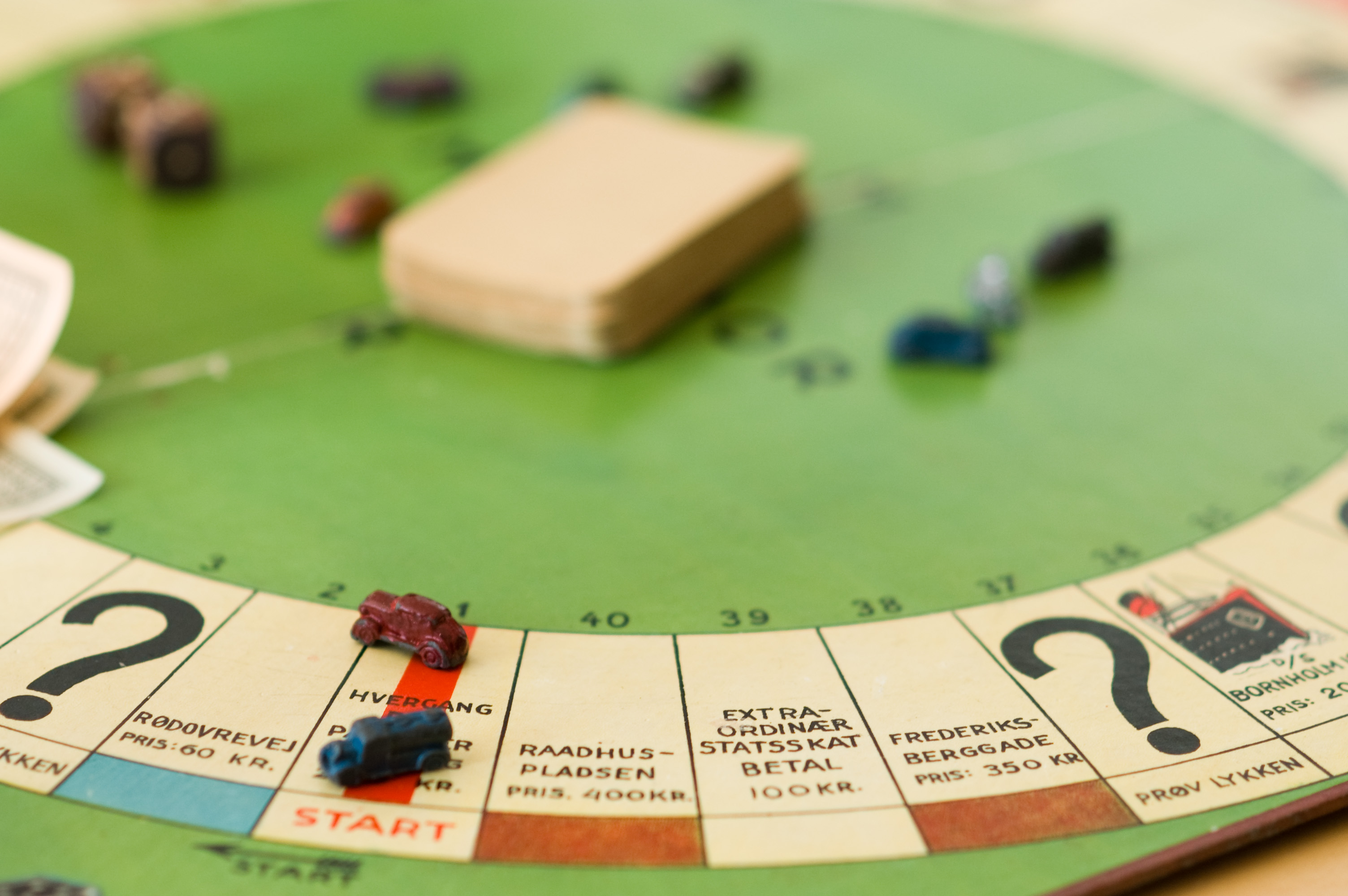
Matador, die dänische Version des Spiels Monopoly, Namensgeber der Serie

Neben dieser Haupthandlung laufen diverse Nebenhandlungen ab, in denen der soziokulturelle Wandel in Dänemark zum Ausdruck gebracht wird.
Eine besteht aus der Beziehung von Agnes, dem Dienstmädchen der Varnæs, mit dem kommunistischen Eisenbahnarbeiter Lauritz „Røde“ Jensen. Er vernachlässigt wegen seines Engagements für die Partei seine Pflichten als Familienvater. Als nach dem Angriff Deutschlands auf die Sowjetunion die Verfolgung der Kommunisten einsetzt, muss er aus Dänemark fliehen. Um die beiden Söhne durchzubringen, gründet Agnes einen Strumpfreparaturbetrieb, den sie zu einem immer erfolgreicheren Geschäft ausbaut. Nach seiner Rückkehr wird Lauritz, anders als er erwartet, nicht ins Parlament gewählt und wird als Schriftsetzer selbst Kleinunternehmer.

## Namensgebung und Inspiration
Der Serien-Originaltitel „Matador“ bezieht sich aufgrund des Haupthandlungsstranges auf die dänische Version des Brettspieles Monopoly. Die Drehbuchautorin von Matador, Lise Nørgaard, stammt aus der dänischen Stadt Roskilde, wo es eine Roskilde Bank gibt, die sie als Vorbild für die fiktive „Korsbæk Bank“ in der Serie heranzog. Der fiktive Ortsname „Korsbæk“ beruht auf der Zusammenziehung der Namen der beiden Städte Korsør und Holbæk auf der Insel Seeland. Auch die seeländische Stadt Præstø diente als Inspiration für Matador.

## Bedeutung
Die Serie ist einer der größten Erfolge von Danmarks Radio und gilt in Dänemark als Klassiker. Viele der mitwirkenden Schauspieler werden auch nach langer Zeit noch mit ihren Rollen in Matador identifiziert. Die Serie konnte sowohl zum Zeitpunkt ihrer Erstausstrahlung als auch bei späteren Wiederholungen teils enorm hohe Einschaltquoten verzeichnen. Die höchste je in Dänemark gemessene Seherzahl von 3,6 Millionen (mehr als die Hälfte der Bevölkerung) wurde bei der Wiederholung im Jahr 1986 für eine einzelne Folge gemessen. Bei der Wiederausstrahlung 2012/2013 wurde die erste Folge immer noch von nahezu einer Million Zuschauern gesehen. Die im Jahr 2001 herausgekommene DVD ist mit über drei Millionen verkauften Exemplaren die meistverkaufte DVD in Dänemark.
Matador wurde 2006 vom dänischen Kultusministerium als eines von 15 Werken in der Kategorie Film in den dänischen Kulturkanon aufgenommen, mit der Begründung, dass das Werk, an dem niemand vorbeikomme, die größte bis dahin geschaffene dänische Filmerzählung sei.